# Швеция на летних Олимпийских играх 2004
Швеция на летних Олимпийских играх 2004 года была представлена 115 спортсменами (62 мужчины и 53 женщины), которые участвовали в 20 видах спорта. Самым молодым участником сборной стала 17-летняя гимнастка Вероника Вагнер, самым опытным — 49-летняя спортсменка-конник Луиза Натхорст. В Афинах Швеция завоевала 7 медалей разного достоинства (4 золотых, 2 серебряных и 1 бронзовая).

## Медалисты
| Швеция на Олимпиаде 2004 года в Афинах | Швеция на Олимпиаде 2004 года в Афинах                                     | Швеция на Олимпиаде 2004 года в Афинах | Швеция на Олимпиаде 2004 года в Афинах   | Швеция на Олимпиаде 2004 года в Афинах |
| Медаль                                 | Спортсмен                                                                  | Вид спорта                             | Дисциплина                               | Результат                              |
| -------------------------------------- | -------------------------------------------------------------------------- | -------------------------------------- | ---------------------------------------- | -------------------------------------- |
| Золото                                 | Стефан Хольм                                                               | Лёгкая атлетика                        | Прыжок в высоту, мужчины                 | 2,36 м                                 |
| Золото                                 | Кристиан Ульссон                                                           | Лёгкая атлетика                        | Тройной прыжок, мужчины                  | 17,79 м                                |
| Золото                                 | Каролина Клюфт                                                             | Лёгкая атлетика                        | Семиборье                                | 6952                                   |
| Золото                                 | Хенрик Нильссон Маркус Оскарссон                                           | Гребля на байдарках и каноэ            | Мужчины, каноэ-двойки, 1000 метров       | 3:18.420                               |
| Серебро                                | Молин Барьярд-Юнссон Рольф-Ёран Бенгтссон Питер Эрикссон Педер Фредериксон | Конный спорт                           | Командный конкур                         |                                        |
| Серебро                                | Ара Абрахамян                                                              | Борьба                                 | Греко-римская борьба — до 84 кг, мужчины |                                        |
| Бронза                                 | Терезе Торгерссон Вендела Захриссон                                        | Парусный спорт                         | 470, женщины                             |                                        |

## Состав олимпийской сборной Швеции

### Плавание
Спортсменов — 5
В следующий раунд на каждой дистанции проходили лучшие спортсмены по времени, независимо от места занятого в своём заплыве.
Женщины
| Спортсменка                                                                             | Соревнование          | Предварительные заплывы | Предварительные заплывы | Полуфиналы | Полуфиналы | Финал     | Финал |
| Спортсменка                                                                             | Соревнование          | Результат               | Место                   | Результат  | Место      | Результат | Место |
| --------------------------------------------------------------------------------------- | --------------------- | ----------------------- | ----------------------- | ---------- | ---------- | --------- | ----- |
| Юсефин Лилльхаге Анна-Карин Каммерлинг Тереза Альсхаммар Юханна Сьоберг Катрин Карлзон* | 4×100 м вольный стиль | 3:41,51                 | 5                       |            |            | 3:41,22   | 7     |

*—участвовали только в предварительном заплыве